# Classe Sovereign
A Classe Sovereign é um grupo de navios que compõe a classe dos primeiros mega-navios da Royal Caribbean International, construídos nos estaleiros Chantiers de l'Atlantique em Saint-Nazaire, França.
Os navios da Classe Sovereign têm piscinas, teatros, restaurantes entre outros atrativos. Em 2004, o MS Monarch of the Seas entrou no estaleiro para reformas extensivas, seguido pelo MS Sovereign of the Seas em 2005, e no MS Majesty of the Seas em 2007. As características novas incluem áreas públicas, adição de paredes de escalada, novas pscinas, e mais espaço para o conforto dos passageiros. Em 2008 MS Sovereign of the Seas da Classe Sovereign, foi transferido para a Pullmantur, empresa espanhola, que pertence a Royal Caribbean International seguido do MS Monarch of the Seas em 2013.

## Navios na classe
| Nome                  | Tonelagem AB/GT           | Operadora                     | Imagem |
| --------------------- | ------------------------- | ----------------------------- | ------ |
| Sovereign of the Seas | 73 192 t (161 000 000 lb) | Pullmantur Cruises            |        |
| Monarch of the Seas   | 73 937 t (163 000 000 lb) | Pullmantur Cruises            |        |
| Majesty of the Seas   | 73 941 t (163 000 000 lb) | Royal Caribbean International |        |